# 席勒鎮區 (北達科他州麥克亨利縣)
席勒鎮區（英語：Schiller Township）是位於美國北達科他州麥克亨利縣的一個鎮區。

## 地方資料
席勒鎮區的面積為94.36平方千米，當中陸地面積為91.77平方千米，而水域面積為2.58平方千米。根據2020年美國人口普查的數據，當地共有人口43人，而人口密度為每平方千米0.46人。